# Dok (Festung)

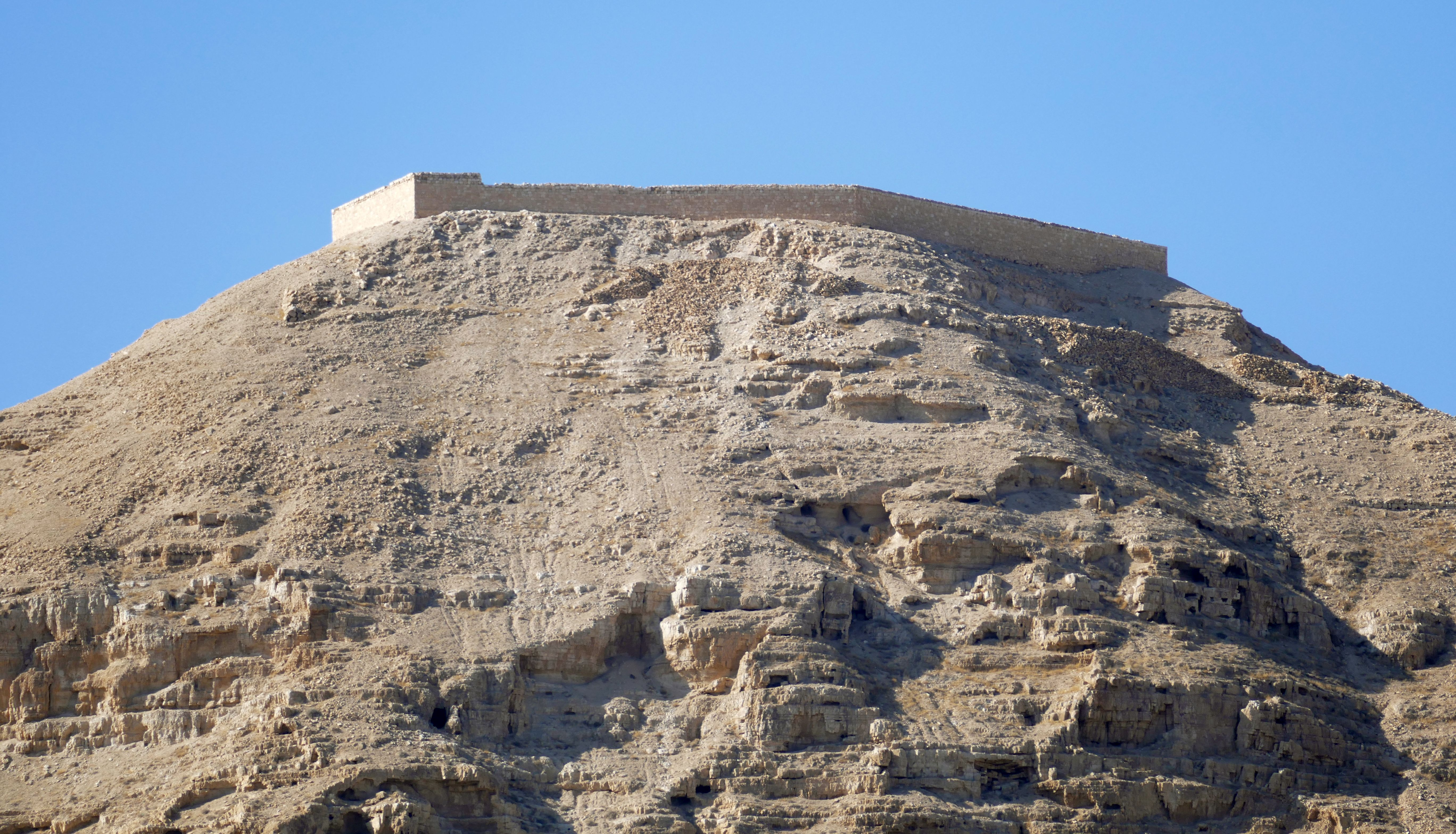
Die Festung Dok von Osten

Die Festung Dok (auch Doq, Docus oder Dagon genannt) war einer der befestigten Plätze im alten Judäa, die bereits zur Zeit der jüdischen Könige aus dem Haus der Hasmonäer (165–37 v. Chr.) bestanden und von ihnen zum Schutz gegen innere und äußere Feinde benutzt und ausgebaut wurden.

## Lage
Dok war gemäß dem Alten Testament eine „kleine“ Festung, ein „befestigter Platz“ in der Nähe der Stadt Jericho (s. 1. Makkabäer 16, 15). Die Festung wird mit den archäologischen Überresten auf einem im Arabischen heute als Jabal al-Quruntul bezeichneten Berg oberhalb von Jericho identifiziert. Der Name Dok ist in abgewandelter Form in der Bezeichnung für einen Ort vier Meilen nordwestlich von Jericho erhalten, „'Ain Dujuk“, bekannt für seine reichhaltigen Quellen ausgezeichneten Wassers.

## Geschichte

### Hasmonäerzeit
Der Platz Dok oder – wie er bei dem jüdischen Geschichtsschreiber Flavius Josephus genannt wird – "Dagon" wurde ursprünglich von Ptolemaios, dem Sohn des Abubos, zur Festung ausgebaut. An seine frühe Nutzung durch Ptolemaios, der um 135 v. Chr. Gouverneur von Jericho war, knüpft sich eine dramatische und blutige Geschichte, von der das 1. Buch der Makkabäer und der jüdische Geschichtsschreiber Flavius Josephus berichten.
Ptolemaios war verheiratet mit einer Tochter des jüdischen Ethnarchen und Hohepriesters Simon, dem Sohn des hasmonäischen Volksführers Mattatias.
Offensichtlich teilte Ptolemaios die politischen Visionen der Hasmonäer nicht, die auf eine größtmögliche Unabhängigkeit für Judäa abzielten. Vielmehr sah er in dem Widerstand der Hasmonäer gegen den seleukidischen König Antiochos VII. Sidetes eine Möglichkeit, durch Verrat an den Hasmonäern seine eigene Stellung zu verbessern. Er soll daher seinen Schwiegervater Simon Makkabäus nach einem festlichen Mahl umgebracht haben. Wie das Alte Testament berichtet, erhoben sich Ptolemaios und seine Männer plötzlich, als Simon und seine Söhne nach dem Essen berauscht waren, ergriffen ihre Waffen und stürzten sich auf ihre wehrlosen Gäste, darunter wahrscheinlich auch die Ehefrau des Simon. Sie töteten den Hohepriester Simon und nahmen seine Ehefrau und seine beiden anwesenden Söhne gefangen. So beging Ptolemaios „eine höchst verräterische Tat und vergalt Gutes mit Bösem“.
Nach dieser Mordtat versuchte Ptolemaios auch seinen Schwager Johannes Hyrkanos I., der nicht an dem Festmahl teilgenommen hatte, zu beseitigen. Sein Plan scheiterte jedoch, denn Johannes Hyrkanos wurde rechtzeitig gewarnt und konnte die ausgesandten Mörder unschädlich machen. Er belagerte nun den Verräter Ptolemaios, der sich mit seinen Geiseln in der Festung Dok verschanzt hatte. Johannes Hyrkanos I. konnte die Festung jedoch nicht nehmen, da Ptolemaios ihn durch Folterdrohungen gegen dessen in seiner Gewalt befindliche Mutter davon abhielt, einen Sturmangriff zu unternehmen.
Schließlich beendete das jüdische Sabbatjahr 134/133 v. Chr., das keine Kampfhandlungen erlaubte, die vergebliche Belagerung der Festung. Johannes Hyrkanos I. musste abziehen. Der grausame Ptolemaios tötete seine Schwiegermutter und die beiden Brüder des Johannes Hyrkanos und floh über den Jordan nach Philadelphia (die heutige jordanische Hauptstadt Amman) zu dem Tyrannen Zeno Kotylas.

### Römische und byzantinische Periode
In römischer Zeit bestand Dok weiterhin als Festung. Archäologen fanden Überreste der Anlage und datierten einen Schutzgraben und eine Wasserversorgungsanlage in diese Zeit. Um 340 n. Chr. verließ der Heilige Chariton, Gründer des ersten Klosters in der Wüste Juda, dieses aufgrund von Überfüllung und gründete in Duka auf der Spitze des Berges eine Kapelle wie auch eine weitere in einer Höhle weiter unten am östlichen Hang, in der Jesus sich aufgehalten haben soll. In der christlichen Tradition wurde der Ort inzwischen mit dem Berg der Versuchung identifiziert, auf dem Jesus 40 Tage lang gefastet haben und vom Teufel vergebens versucht worden sein soll (Mt 4,1-4 ), weswegen der Berg den Namen „Qarantal“ (Berg der vierzig Tage) trägt.

### Kreuzfahrerzeit
Die Templer des Königreichs Jerusalem errichteten hier irgendwann vor 1169 erneut eine Burg, im damaligen Latein Docus oder Castellum Abrahami genannt.

### 19. bis 21. Jahrhundert
Das Gipfelplateau ist von einer modernen Mauer umringt, die ein griechisch-orthodoxes Kloster umwallen sollte, das aber nach Versiegen der Geldspenden aus dem Zarenreich 1917 als Bauruine belassen wurde.

## Archäologie
Bei Ausgrabungen in Höhlen nahe dem Kloster in den Jahren 1986 und 1993 wurden zahlreiche archäologische Überreste aus dem Chalkolithikum und der Frühbronzezeit gefunden sowie Papyri aus der Zeit des Zweiten Tempels und dem Bar-Kochba-Aufstand. Allerdings ist die Stratigraphie durch Eingriffe aus dem Mittelalter und der Neuzeit gestört. So fanden sich auch eine griechische Zeitung von 1948 sowie Waffen, die von der jordanischen Armee im Sechstagekrieg genutzt worden waren.

## Wasserversorgung
Die verschiedenen auf Berghöhen gelegenen antiken Festungen im Jordantal wurden über Aquädukte mit Wasser versorgt. Die Aquädukte leiteten das Wasser an die Festungsberge heran. Da ein Feind die Wasserversorgung über das Aquädukt leicht unterbrechen konnte, musste es entnommen und durch Menschen oder Tiere in Behältern auf den Berg hinaufgebracht und dort in Zisternen gefüllt werden, die man aus dem Fels geschlagen hatte. Es war eine der Aufgaben der Festungsbesatzung dafür zu sorgen, dass die Zisternen stets gut gefüllt waren. Einige Aquädukte dieses Typs, darunter auch das der Festung Dok, werden bereits in der sogenannten "Kupferrolle" erwähnt, die in Qumran gefunden worden ist.
Die Festung Dok wurde in der Antike über ein 700 Meter langes Aquädukt mit Wasser versorgt. Das Aquädukt begann am Fuß eines kleinen Wasserfalls im Judäischen Bergland nördlich der Festung. Die meisten Zisternen waren rechteckig und maßen zwischen 7,5 m bis 14 m in der Länge und 3,5 m bis 5,5 m in der Breite. Das Gesamtfassungsvermögen aller Zisternen betrug 2090 Kubikmeter.

## Fotos
- Blick auf den Festungsberg von Jericho aus.
- Die Festung Dok auf dem Gipfel des Berges Quarantal.
- Blick von oben auf die Überreste der Festung Dok und der St.-Chariton-Kapelle.

Koordinaten: 31° 52′ 26,4″ N, 35° 25′ 52,8″ O